# Magistrature de Berlin
La magistrature de Berlin est l'organe exécutif suprême (administration de la ville, autorité municipale, conseil municipal et gouvernement) de Berlin du Moyen Âge jusqu'en 1919 et en tant que magistrature du Grand Berlin de 1920 à 1935 et de 1945 à 1948. Le président de la  magistrature est le bourgmestre.
À partir de 1948, il y a à Berlin parallèlement
- une magistrature jusqu'en 1950 dans les secteurs de l'ouest (plus tard le Sénat avec un maire gouverneur) et
- une magistrature jusqu'en 1990 dans le secteur est de Berlin.

## Prédécesseur: Le Conseil
Les communes de Berlin et de Cölln obtiennent des droits de la ville au XIIIe siècle et, en tant que ville double, elles coopèrent déjà depuis 1307 sur les questions de politique étrangère et ont une administration commune depuis 1442. Les affaires officielles sont gérées par un conseil communal, tant à Cölln qu'à Berlin. Celui-ci est composé de deux bourgmestres ayant les mêmes droits ainsi que d'autres conseillers. En 1432, le Conseil unifié est composé de trois bourgmestres (deux de Berlin, un de Cölln) et de quinze conseillers (dix de Berlin, cinq de Cölln). Après seulement dix ans, ce conseil unifié est à nouveau séparé en 1442 par une sentence arbitrale du prince électeur et chaque ville a son propre conseil. Celui-ci se compose de douze membres au total, dont deux bourgmestres. S'y ajoutent des trésoriers et des syndics. À l'époque baroque, le terme de magistrature apparaît pour désigner le conseil communal. Depuis 1649, le magistrature ne compte plus que huit personnes. Ses droits sont en outre limités par le prince électeur Frédéric-Guillaume. Au XVIIe siècle, trois autres villes sont créées dans les environs directs de Berlin et de Cölln : Friedrichswerder, Dorotheenstadt et Friedrichstadt. Chacune de ces villes a son propre magistrature.

## Magistrature des villes de résidence réunies
En 1709, les villes de Berlin, Cölln, Friedrichswerder, Dorotheenstadt et Friedrichstadt sont réunies pour former la capitale royale et ville de résidence de Berlin et placées sous une administration commune. La nouvelle magistrature est composée de dix-neuf membres (quatre bourgmestres, deux syndics, trois chambellans et dix conseillers). Le 17 janvier 1709, le roi Frédéric Ier nomme les personnes suivantes à la magistrature. Comme quatre bourgmestres : Sebastian Striepe (de), Joachim Konrmesser, Ludwig Senning et Andreas Müller. Comme conseillers : Ernst Wenzlow, Ernst von Bergen, Christian Müller, Andreas Barth, Balthasar Cramer, Christian Koppe (de), Siegmund Michaelis, Theodor Thülmeyer, Salomon Strauch et Ernst Kiesewetter. La prestation de serment a lieu le 21 janvier 1709. Le bourgmestre Müller étant décédé dès le 20 janvier, il est remplacé par Johann Litzmann. À partir de 1723, le magistrature dépend de la chambre de guerre et de domaine (de), ce qui limite encore ses pouvoirs.
Comité sous le bourgmestre
À partir de 1726, la magistrature était est par un président de la ville qui prend de plus en plus en charge la gestion de la ville. Bien que les quatre bourgmestres et toutes les autres fonctions de la magistrature ont été maintenus, la magistrature perd davantage de pouvoir au profit du président de la ville nommé par le roi. En 1742, un directeur royal de la police est également nommé pour surveiller la magistrature. En 1747, Frédéric II édicte également un nouveau règlement pour la magistrature de Berlin. Il compte désormais vingt membres (quatre bourgmestres, deux syndics, un directeur de l'économat, un trésorier et douze conseillers). Avec cette nouvelle réglementation, les postes de la magistrature deviennent définitivement des postes d'exécution qui ne nécessitent pas d'élection, mais une qualification professionnelle. L'occupation de Berlin par les troupes françaises en 1806 met fin à cette administration.

## Ordonnances communales depuis 1808
Après le retrait de Napoléon en 1808, la nouvelle ordonnance de la ville "Ordre pour toutes les villes de la monarchie prussienne" entre en vigueur dans le cadre des réformes prussiennes menées par le baron vom und zum Stein. À Berlin, une magistrature est mise en place avec à sa tête un bourgmestre, dix conseillers municipaux rémunérés et quinze non rémunérés. Avec le règlement sur la procédure commerciale de la magistrature de Berlin de 1834 renforce considérablement la position du bourgmestrepar rapport aux autres membres de la magistrature. .

## Magistrature du Grand Berlin à partir de 1920
Après la Première Guerre mondiale, les ordonnances de la ville de Berlin sont modifiées par la loi du Grand Berlin, qui est adoptée le 27 avril 1920 et entre en vigueur le 1er octobre 1920. Dans les 20 arrondissements, il existe des bureaux d'arrondissement placés sous l'autorité de la première magistrature du Grand Berlin et dotés de bourgmestres.
Gustav Böß est maire de Berlin du 20 janvier 1921 au 7 novembre 1929.

## Période du national-socialisme 1935-1945
Pendant l'ère national-socialiste, les institutions démocratiques sont abolies ou mises au pas. Le 30 janvier 1935, le Code communal allemand entre en vigueur, et s'articule autour de trois fondements :
1. Coopération des collectivités avec le parti (NSDAP) et l'État,
2. Mise en œuvre du principe du leader et
3. Élimination des élections et des votes[5].

Pendant le Troisième Reich entre 1937 et 1940, le poste de bourgmestre de Berlin est occupé par Julius Lippert en tant que commissaire d'État. Ludwig Steeg reprend ensuite les fonctions de bourgmestre et de bourgmestre suppléant.

## Période d'après-guerre 1945-1948

Division de Berlin en secteur soviétique (rouge), américain (bleu clair), britannique (violet) et français (bleu foncé)

Après la capitulation de la Wehrmacht et donc la fin de la guerre en Europe, l'administration militaire soviétique met en place, dès le 19 mai 1945, une magistrature antifasciste pour toute la zone urbaine du Grand Berlin. Après les ravages des raids aériens et la bataille de Berlin, cette magistrature Werner (de), du nom du bourgmestre, doit assurer les besoins les plus urgents de la population. La première magistrature d'après-guerre comprend le bourgmestre sans parti Arthur Werner, ses quatre adjoints et 16 conseillers.
Selon la conférence de Yalta, l'ancienne capitale allemande doit être divisée en quatre secteurs et gouvernée par un commandement allié conjoint. Elle ne fait pas partie de la zone d'occupation soviétique (SBZ). L'entrée des trois puissances occidentales à Berlin a lieu à partir du 1er juillet 1945 ; l'adoption officielle du statut d'occupation par les Alliés occidentaux dans leurs secteurs a lieu le 4 juillet 1945.
Le travail de la magistrature Werner est sous la stricte observation des quatre puissances occupantes, dont les intérêts s'éloignent diamétralement au début de la guerre froide. À la suite de la fusion forcée du SPD et du KPD pour former le SED, ce dernier domine la magistrature. Lors des premières élections libres à Berlin (de), le 20 octobre 1946, le SPD de Berlin, qui a survécu à l'unification forcée, inflige une grave défaite au SED. Dans la magistrature Ostrowski (de), élue par l'assemblée communale (StVV), le SPD se coalise avec la CDU et le LDP à partir de décembre 1946.
Après la démission d'Otto Ostrowski le 17 avril 1947, le StVV élit Ernst Reuter (SPD) à sa succession le 24 juin 1947. Comme il ne peut pas prendre ses fonctions en raison d'un veto soviétique dans le commandement allié, c'est Louise Schroeder (SPD) qui est ensuite bourgmestre de Berlin dans la magistrature Reuter I (de) jusqu'au 7 décembre 1948.
Dans le contexte de la formation d'un État occidental séparé dans les zones occidentales, de la transformation des partis CDU et LDP en partis de bloc dans la zone soviétique et de leurs divisions à Berlin, de la dispute sur la réforme monétaire à Berlin et du début du blocus de Berlin  qui s'ensuit, les forces d'occupation soviétiques et le SED entravent de plus en plus le travail de la magistrature dans le secteur Est. En août 1948, le StVV se voit contraint de transférer son siège du secteur Est au secteur Ouest en raison des perturbations organisées par le SED, auxquelles la police et les forces d'occupation assistent sans réagir.
L'élection de l'assemblée communale (de) décidée par le commandement allié en décembre 1948 n'a pas été autorisée par les forces d'occupation soviétiques dans le secteur Est. Dans les secteurs occidentaux, le résultat est la magistrature Reuter II (de). Ce premier gouvernement de Berlin-Ouest dure jusqu'en janvier 1951. À Berlin-Ouest, l'adoption de la Constitution de Berlin en août 1950 a conduit à l'élection de la Chambre des députés (de) le 3 décembre. Le 11 janvier 1951, la Chambre des députés de Berlin élit le premier Sénat de Berlin, le Sénat Reuter (de).

## La magistrature à Berlin-Est 1948-1990

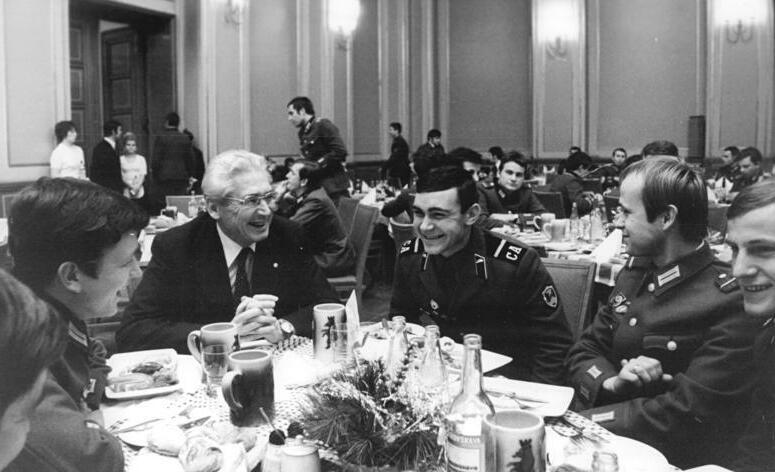
Célébration du Nouvel An 1973 de la magistrature avec OB Herbert Fechner, membres des organes armés et des forces armées soviétiques

Dans le secteur Est, une assemblée extraordinaire des conseillers municipaux et de district, convoquée à l'initiative du SED, a déclaré le 30 novembre 1948, sans aucune légitimité, que le magistrature a été destitué et qu'une "magistrature démocratique" a été mis en place à sa place. La SMAD reconnaît immédiatement la magistrature nouvellement formée comme étant la seule légitime.
À partir de février 1953, il existe à Berlin-Est une "représentation populaire du Grand Berlin" désignée par voie de décret par la magistrature sur proposition du bloc démocratique (de). La première élection de cette représentation populaire n'a lieu qu'en octobre 1954, en même temps que les élections de la Chambre du peuple et les élections de district en RDA en octobre 1954, selon la liste unique en vigueur dans ce pays.
La « Représentation populaire du Grand Berlin » élit le 13 février 1953 la nouvelle magistrature. Le bourgmestre Friedrich Ebert (SED) la préside jusqu'en 1967. La magistrature de Berlin se compose du bourgmestre comme président, de huit députés, du secrétaire et de huit autres membres. À partir de 1977, elle s'appelle Magistrature de Berlin, capitale de la RDA.

## "MagiSenat" entre la chute du mur et la réunification en 1990

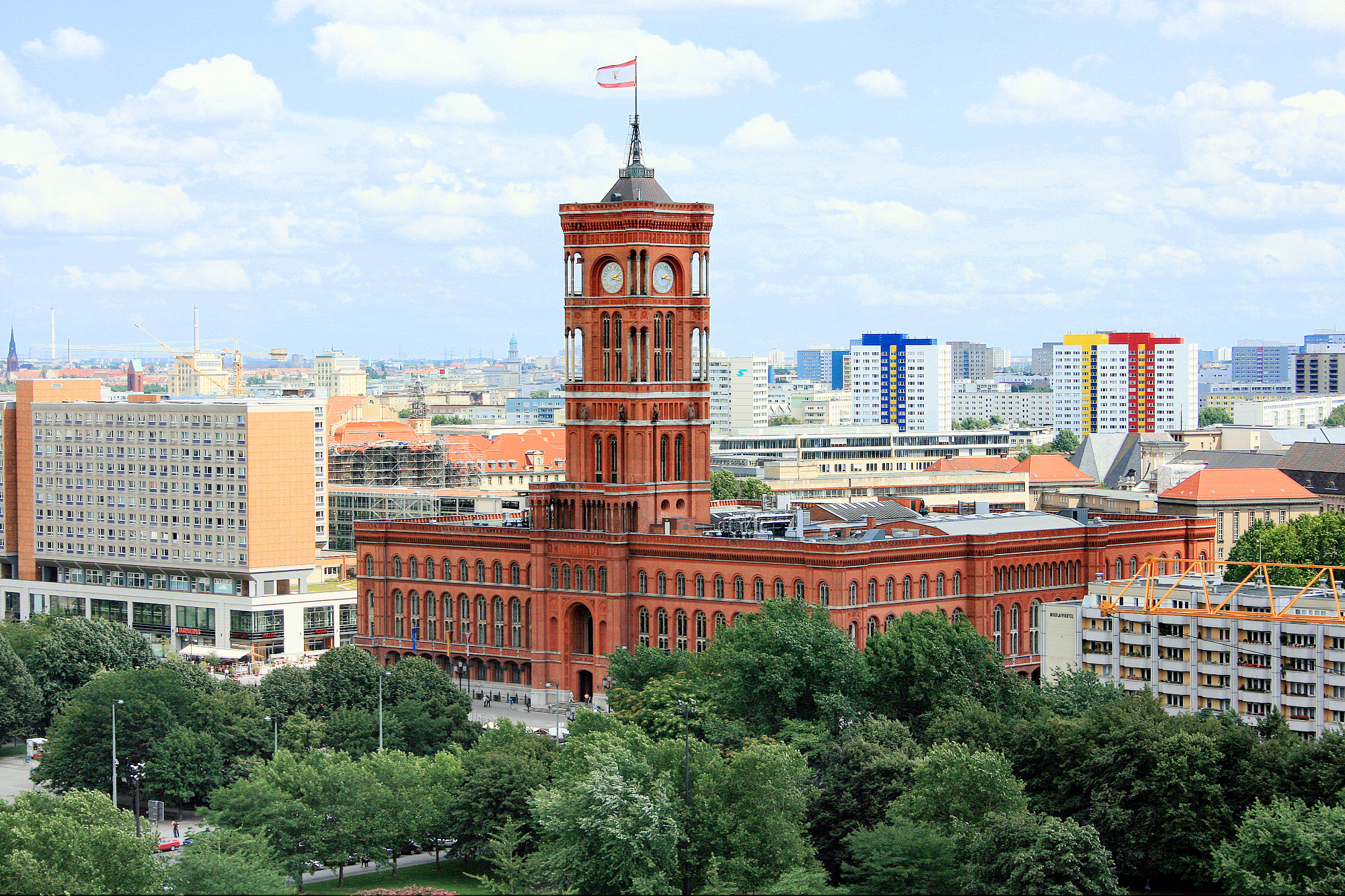
Mairie rouge

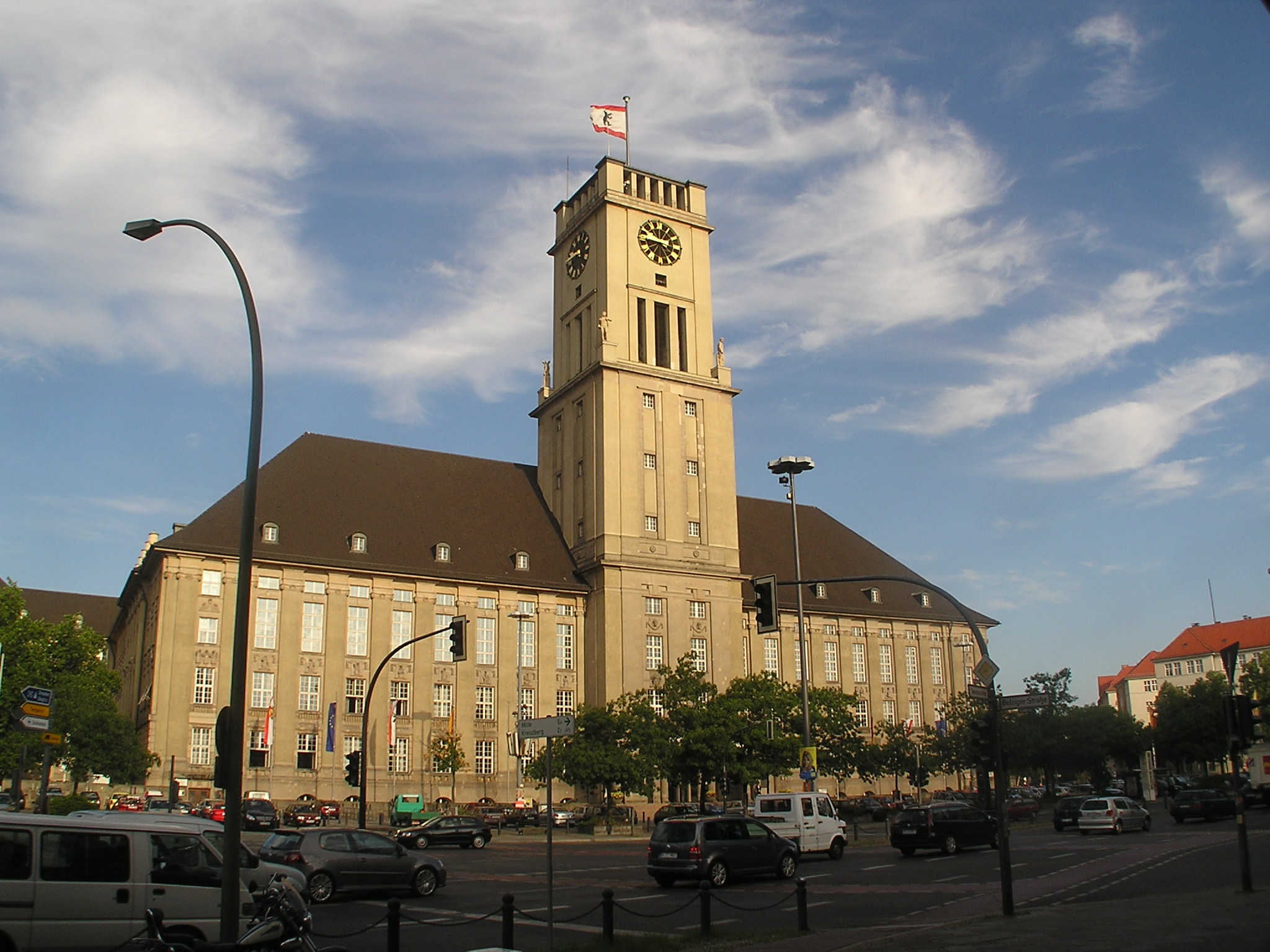
Hôtel de ville de Schöneberg

Après le changement politique en RDA, l'union monétaire et la réunification imminente de l'Allemagne, qui signifie également la réunification de Berlin, la ville divisée doit faire face à de nouvelles tâches, désormais communes. C'est dans le domaine des transports que cela est le plus évident, car les points de passage de la frontière (route et rail) sont ouverts et de nouveaux flux de circulation doivent être pris en compte. Mais dans tous les autres domaines de la ville, les moitiés de Berlin-Est et de Berlin-Ouest ne peuvent plus se développer séparément.
Les responsables politiques des deux parties de la ville reconnaissent cette nécessité historique et saisissent les opportunités qui se présentent déjà pendant cette période de transition. Le 12 juin 1990, sous la direction de Walter Momper et de Tino Schwierzina, la première réunion commune du Sénat et du Magistrat a lieu à l'hôtel de ville rouge (siège du bourgmestre de Berlin-Est), puis alternativement à la mairie de Schöneberg, le siège du Sénat et du bourgmestre gouverneur, et enfin uniquement à cet endroit.
À cette époque, le Sénat de Berlin (Ouest) se compose du bourgmestre gouverneur, d'une bourgmestre maire et de 13 sénateurs ; la magistrature de Berlin (de) (Est) est composé du bourgmestre et de 14 conseillers.
Dans ce "MagiSenat" - ainsi nommé dans la langue vernaculaire berlinoise - le gouverneur et le maire, ainsi que les sénateurs et les conseillers municipaux, se trouvent sur un pied d'égalité. Les projets du sénat et de la magistrature sont présentés conjointement par le sénateur compétent et le conseiller municipal avant la prise de décision. L'administration subordonnée doit être unifiée et les évolutions différentes depuis 1948 adaptées les unes aux autres. C'est ainsi qu'une chancellerie magistrale est créée au sein de la municipalité, sur le modèle de la chancellerie sénatoriale déjà existante. Des structures harmonisées doivent favoriser l'unification définitive de l'administration municipale. Même après la réunification allemande, le "MagiSenat" de Berlin doit continuer à fonctionner après le 3 octobre 1990 en tant que gouvernement régional commun, tout comme la Chambre des députés (districts de l'ouest) et le conseil municipal (districts de l'est) continuent à fonctionner en parallèle. Le 2 décembre 1990, des élections dans tout Berlin (de) pour former un pouvoir législatif unique (la Chambre des députés de Berlin). Dans ce contexte, un exécutif unique (le Sénat de Berlin) est créé, dans lequel la Magistrature est absorbée en termes de structure et de personnel.
Depuis 1991, le Sénat et le bourgmestre de tout Berlin ont leur siège à l'hôtel de ville rouge.